# Civitaluparella
Civitaluparella község (comune) Olaszország Abruzzo régiójában, Chieti megyében.

## Fekvése
A megye délnyugati részén fekszik. Határai: Borrello, Fallo, Montebello sul Sangro, Montelapiano, Montenerodomo, Pennadomo, Pizzoferrato és Quadri.

## Története
Első írásos említése 1115-ből származik. A következő századokban nemesi birtok volt. Önállóságát a 19. század elején nyerte el, amikor a Nápolyi Királyságban felszámolták a feudalizmust.

## Népessége
A népesség számának alakulása:

## Főbb látnivalói
- San Pietro Apostolo-templom